# Trevor Peres
Trevor Peres (25 luglio 1969) è un chitarrista statunitense, dal 1984 membro della band death metal Obituary. Fa anche parte dei Catastrophic.

## Discografia

### Obituary
- Raging Death (1987)
- Slowly We Rot (1989)
- Cause of Death (1990)
- The End Complete (1992)
- World Demise (1994)
- Don't Care (EP) (1994)
- Back from the Dead (1997)
- Dead (Live Album) (1998)
- Anthology (Compilation Album) (2001)
- Frozen in Time (2005)
- Frozen Alive (DVD dal vivo) (2006)
- Xecutioner's Return (2007)
- Left to Die (EP) (2008)
- Live Xecution - Party San 2008 (DVD) (2009)
- Darkest Day (2009)
- Inked in Blood (2014)
- Dying of Everything (2023)

### Meathook Seed
- Embedded (1993)

### Catastrophic
- The Cleansing (2001)

### Necro
- The Pre-Fix for Death (2004)

### Holy Moses
- Agony of Death (2008)